# Юшко, Сергей Владимирович
Серге́й Влади́мирович Юшко (род. 3 марта 1971, Молодечно, Минская область) ― российский учёный, педагог, предприниматель. Доктор технических наук, профессор. Бывший ректор Казанского национального исследовательского технологического университета.

## Биография
Родился 3 марта 1971 года в городе Молодечно, Минская область. В 1994 году окончил Казанский авиационный институт им. А. Н. Туполева по специальности «Двигатели летательных аппаратов». В 1996 году окончил аспирантуру Казанского государственного технологического университета на кафедре автоматизации и информационных технологий и докторантуру Казанского государственного технологического университета в 2001 году, тем самым став одним из самых молодых в России обладателей докторской степени по технической специальности.
В 1997―2006 годах ― ведущий научный сотрудник Государственного научного метрологического центра Всероссийского научно-исследовательского института расходометрии в Казани.
С 2001 года ― профессор Казанского государственного технологического университета. С 2006 года ― декан факультета информационных технологий КГТУ. В 2004―2006 годах ― директор по инновациям ОАО "Инновационно-производственный Технопарк «ИДЕЯ». С марта 2006 года ― генеральный директор ОАО "Инновационно-производственный Технопарк «ИДЕЯ».
Состоял в партии «Союз правых сил». В 2007 году баллотировался в депутаты Госдумы по списку СПС.
С июня 2017 года — исполняющий обязанности ректора Казанского национального исследовательского технологического университета. 15 марта 2018 года избран ректором университета.
С 2007 года является членом президиума Академии наук Республики Татарстан. Член-корреспондент АН РТ по отделению химии и химической технологии (2010).
Был научным руководителем не менее пяти соискателей кандидатской степени. Является автором более 69 публикаций в отечественных и зарубежных изданиях. Награждён медалью «В память 1000-летия Казани», дипломом Республиканского общественного конкурса «Руководитель года» (2006) в номинации «За вклад в развитие малого бизнеса».
В 2020 году в отношении Сергея Юшко было возбуждено уголовное дело. По версии следствия, в 2004—2017 годы Сергей Юшко, работая в режиме полной занятости в технопарке «Идея», одновременно числился заведующим кафедры инженерной и компьютерной графики, а также деканом факультета «Инновационных технологий» КНИТУ. Однако фактически данного деканата не существовало. В апреле 2020 следствие полагало, что подозреваемый Сергей Юшко незаконно получил зарплату на сумму не менее 1 миллиона рублей (в ценах 2020 года). Противоправную деятельность ректора СКР по РТ выявил совместно с республиканским УФСБ.
В январе 2024 года Вахитовским районным судом Казани вынесен оправдательный приговор по делу бывшего ректора КНИТУ-КХТИ Сергея Юшко.